# 國際最前線
國際最前線是香港有線新聞有限公司製作的一個新聞節目，是香港電視台首個專門報道國際新聞的節目。星期一至五晚上20:00於HOY资讯台（第78頻道）播映。而不定期與HOY TV（第77頻道）同步直播。
新聞內容方面，第一節會報道國際新聞，突出是日國際新聞頭條，報道較其他時段詳細和深入，「新聞通識」環節主要由外電記者撰稿，主播在幕前講解新聞背景資料，而第二節則會報道香港本地及焦點新聞。
然而，當發生國際大事時，國際最前線將全節報道相關的資訊及其他國際新聞，並且按情況邀請學者分析當前局勢。如拉登被殺及東日本大地震發生後，都採用過以上安排。
節目分兩節播出，第一小節報導時會在巨型熒幕前走動，增加互動性。

## 歷史
- 2009年3月2日，節目正式啟播。
- 2010年4月下旬起，部分「新聞通識」會加上片頭，在翌日的深夜直播室、Cable早晨、上午要聞、午間通訊及下午要聞的尾段播放。
- 2011年5月9日，節目增設「神州熱話」環節，報道中國的近期的熱門話題。
- 2017年7月8日起，因奇妙77台（現稱HOY TV）節目調動導致《開在新聞最前線》、《十一點半最前線》暫停播映時，該台不定期會聯播《國際最前線》，以滿足免費電視牌照中「須於每晚6時至午夜12時提供兩節不能少於15分鐘的新聞時段」規定。
- 2018年11月5日，節目更換螢幕佈景。
- 2019年6月10日，節目更換螢幕佈景，星期一至五20:00及20:30一節由兩位主播改為一位主播主持。
- 2020年2月1日，因應有線財經資訊台逢星期六20:00-20:30起播放《愛‧體育》，該台停止聯播20:00一節《國際最前線》。
- 2020年4月18日，因應有線財經資訊台節目編排，該台改為逄星期六、日聯播22:30一節《國際最前線》，同時停止聯播20:30一節《國際最前線》。
- 2020年6月20日，有線新聞台星期六、日所有《國際最前線》時段取消，改為播出《有線新聞》。
- 2021年7月23日至8月8日，因應東京奧運會，《國際最前線》時段改稱為《奧運最前線》（包括原星期六、日《國際最前線》時段）。
- 2022年6月6日起，有線財經資訊台進行節目改革，該台星期一至五聯播20:00-20:30及20:30-21:00《國際最前線》。
- 2022年11月21日起，因應HOY資訊台正式啟播，《國際最前線》同時在該台播出，播映時間為20:30-20:30、20:30-21:00及22:00-22:30，有線財經資訊台同日起取消港股交易日的聯播。
- 2022年12月19日至12月30日，《國際最前線》因故停播，原時段改作《有線新聞》；2023年1月2日起復播。
- 2023年6月1日起，因應有線新聞台停播，HOY資訊台只播映20:00-20:30及22:00-22:30及只在公眾假期20:30-21:00重播《國際最前線》，港股交易日20:30-21:00並改為播《有線財經》。
- 2023年9月25日至10月6日，因應杭州亞運舉行關係，HOY TV20:00-20:30停播《一線搜查》同時段並改由HOY資訊台播出，而《國際最前線》改為20:30-21:00播出。
- 2025年5月12日起，播映時間改為20:00-20:30，並不作重播。

## 節目調動
當有突發事件、重要活動或儀式進行時，有線新聞台會暫停播映該節目環節及廣告，並由主播和記者即時透過直播畫面，作旁述和報道；另外，因HOY TV節目調動導致《六點半新聞報道》、《晚間直播室》暫停播映時，必須與有線新聞台聯播該新聞節目，以滿足免費電視牌照中「須於每晚6時至午夜12時提供兩節不能少於15分鐘的新聞時段」規定。

### 有線新聞台
- 2010年8月23日，因菲律賓馬尼拉發生香港康泰旅行團在菲律賓馬尼拉被挾持事件，原定八時的國際最前線停播，有線新聞台七時的新聞最前線繼續直播馬尼拉現場直至當晚九時十分左右後，才恢複播放新聞節目。但因當晚節目內客全屬這次挾持事件，故十時的國際最前線亦停播，在同一時段改稱晚間新聞。
- 2010年8月25日，香港康泰旅行團在菲律賓馬尼拉被挾持事件中8名死者的遺體連同大部份傷者及家屬，乘政府安排的包機於晚上七時五十分左右抵達香港國際機場，有線新聞台和有線第1台七時三十分的一節新聞最前線當時正直播整個過程直至九時許後，才恢複播放新聞節目，因此原定八時的國際最前線停播。另外，雖然十時的一節有報道其他港聞及國際新聞，但內客以有關這次挾持事件為主，故十時的國際最前線改稱為新聞最前線。
- 2019年7月2日，因示威者衝擊立法會和警方發射催淚彈清場，原定的國際最前線停播，改稱為有線新聞。
- 2019年7月22日，因播放新聞特輯《元朗黑夜》，當晚20:30和22:30的國際最前線取消播映。
- 2019年7月27日，因光復元朗遊行和警方清場，原定的國際最前線停播，改稱為有線新聞。
- 2019年8月10日，因810大埔遊行和警方清場，原定的國際最前線停播，改稱為有線新聞。
- 2019年11月3日，因多區「行街」和警方清場，原定的國際最前線停播，改稱為有線新聞。
- 2019年12月8日，因港島遊行，原定的國際最前線停播，改稱為有線新聞。
- 2020年3月13日，因播放新聞特輯《袁國勇專訪》，當晚20:30和22:30的國際最前線取消播映。
- 2020年5月21日，因直播十三届全国人大三次会议新闻发布会超時，當晚22:00時的國際最前線推遲至22:20分播出并改稱為有線新聞，22:30的國際最前線改為直播。
- 2020年5月22日，因直播政府國安法記者會，當晚20:30的國際最前線停播，改稱為有線新聞。
- 2020年7月1日，因播放新聞特輯《港區國安法》，當日21:30的一節《有線中國組》改於22:30播出，22:30的國際最前線取消播映。
- 2021年10月15日，因直播神舟十三號發射升空超時，當晚22:00的國際最前線取消播映，22:30的國際最前線改為直播。
- 2022年6月20日至6月30日，因播放新聞特輯《走過25年 - 專訪系列》，期間20:30的國際最前線取消播映，而有線財經資訊台如常播映。

### HOY資訊台
- 2023年2月22日，因HOY資訊台直播《財政預算案論壇》，當晚20:00的國際最前線僅在有線新聞台播出。
- 2023年9月25日至10月6日，因應杭州亞運舉行關係，《國際最前線》調整為20:30-21:00播出。
- 2023年9月29日，因直播李家超晚上到西環海濱夜市視察，原定22:00的國際最前線停播，改為有線新聞。
- 2023年10月25日，因直播《施政論壇》，原定20:00的國際最前線停播，改為有線新聞且時長為50分鐘。

### 奇妙電視中文台／香港開電視／HOY TV
- 2017年8月6日，奇妙電視中文台直播歐洲國家盃女子足球賽決賽；該台於當晚暫停播放十一點半最前線，改為播放22:30一節《國際最前線》。
- 2018年4月8日，奇妙電視中文台直播2018國泰航空/滙豐香港國際七人欖球賽；該台於當晚暫停播放新聞最前線，改為播放20:00一節《國際最前線》。
- 2019年4月7日，香港開電視直播2019國泰航空/滙豐香港國際七人欖球賽；該台於當晚暫停播放新聞最前線，改為播放20:00一節《國際最前線》。
- 2019年6月9日，香港開電視直播歐洲國家聯賽季軍賽；該台於當晚暫停播放十一點半最前線，改為播放20:30一節《國際最前線》。
- 2019年7月7日，香港開電視直播FIFA女子世界盃決賽；該台於當晚暫停播放十一點半最前線，改為播放22:30一節《國際最前線》。
- 2019年9月8日，因港島區發生衝突額外播出19:30一節《新聞最前線》導致《健康原因知多D》暫停播映，香港開電視額外播出20:00一節《國際最前線》。
- 2019年11月3日，香港開電視直播《2019亞洲小姐競選香港區決賽暨仁美香江10載情》；該台於當晚暫停播放《十一點半最前線》，改為播放22:30一節《國際最前線》，但因當日多區「行街」和警方清場，香港開電視也跟隨有線新聞台改稱為《有線新聞》。
- 2023年10月4日，HOY TV直播杭州亞運直擊；該台於當晚暫停播放《六點半新聞報道》，但因杭州亞運直播超时，所以改為播放22:15第二節《國際最前線》。

## 場景
節目於荃灣有線新聞中心的直播室進行，背景為可顯示不同畫面的巨型熒幕。

## 播出時段

### HOY資訊台
- 星期一至五：20:00-20:30播出。

### HOY TV
- 星期一至五不定期（因節目調動導致《7點直播室》或《晚間直播室》暫停播映）：20:00-20:30播出。

## 節目內容
| 時間  | 播放形式   | 節目內容（按次序排列）                                     | 場景                   | 主播數目 |
| 時間  | 星期一至五 | 節目內容（按次序排列）                                     | 場景                   | 主播數目 |
| 20:00 | 直播       | 國際及焦點新聞、 新聞通識、 本港新聞、 天氣報告 / 天氣消息 | 左側及中間、電視熒幕前 | 一位主播 |

## 片頭變遷

2009年3月2日至2022年11月18日

## 相關節目
- Cable早晨
- 有線新聞（包括午間新聞、手語新聞報道、六點半新聞報道）
- 7點直播室
- 晚間直播室